# Ермолаевское (сельское поселение)
Ермолаевское — упразднённое муниципальное образование со статусом сельского поселения в Киясовском районе Удмуртии Российской Федерации.
Административный центр — село Ермолаево.
Законом Удмуртской Республики от 29.04.2021 № 36-РЗ упразднено в связи с преобразованием муниципального района в муниципальный округ.

## История
Статус и границы сельского поселения установлены Законом Удмуртской Республики от 17 декабря 2004 года № 86-РЗ «Об установлении границ муниципальных образований и наделении соответствующим статусом муниципальных образований на территории Киясовского района Удмуртской Республики»

## Население
| 2010  | 2012  | 2013  | 2014  | 2015  | 2016  | 2017  |
| ----- | ----- | ----- | ----- | ----- | ----- | ----- |
| 1366  | ↘1352 | ↘1276 | ↘1247 | ↘1172 | ↘1137 | ↘1096 |
| 2018  | 2019  | 2020  |       |       |       |       |
| ↘1054 | ↘1016 | ↘967  |       |       |       |       |

## Состав сельского поселения
| № | Населённый пункт    | Тип населённого пункта       | Население |
| - | ------------------- | ---------------------------- | --------- |
| 1 | Верхняя Малая Салья | починок                      | ↗141      |
| 2 | Ермолаево           | село, административный центр | ↘285      |
| 3 | Кады-Салья          | деревня                      | ↘165      |
| 4 | Кумырса             | деревня                      | →62       |
| 5 | Нижняя Малая Салья  | починок                      | →170      |
| 6 | Старая Салья        | деревня                      | ↘529      |